# Ɔ̃̍
Ɔ̃̍ (minuscule : ɔ̃̍), appelé O ouvert tilde ligne verticale, est une lettre latine utilisée dans l’orthographe standardisée des langues du Congo-Kinshasa dont le ngbaka minangende.
Elle est formée de la lettre O ouvert avec un tilde suscrit et une ligne verticale.

## Utilisation
En ngbaka minangende, le ‹ ɔ̃̍ › est utilisé dans les ouvrages linguistiques pour représenter la voyelle /ɔ/ nasalisée avec un ton moyen ; la nasalisation est indiquée à l’aide du tilde, et le ton est indiqué à l’aide de la ligne verticale. Dans l’orthographe, le ton est habituellement indiqué uniquement lorsqu’il y a ambigüité.

## Représentations informatiques
Le O ouvert tilde ligne verticale peut être représenté avec les caractères Unicode suivants : 
- décomposé (supplément latin-1, alphabet phonétique international, diacritiques)[1],[2],[3] :

| formes    | représentations | chaînes de caractères | points de code       | descriptions                                                                           |
| --------- | --------------- | --------------------- | -------------------- | -------------------------------------------------------------------------------------- |
| capitale  | Ɔ̃̍               | Ɔ◌̃◌̍                   | U+0186 U+0303 U+030D | lettre majuscule latine o ouvert diacritique tilde diacritique ligne verticale en chef |
| minuscule | ɔ̃̍               | ɔ◌̃◌̍                   | U+0254 U+0303 U+030D | lettre minuscule latine o ouvert diacritique tilde diacritique ligne verticale en chef |